# 부산원음방송
부산원음방송 (釜山圓音放送)은 대한민국의 원음방송 부산, 울산, 경남지역 네트워크권의 FM 라디오 방송국과 TV 방송국이다. 원불교의 주도로 설립된 재단법인 원음방송이 운영한다.

## 방송국 연혁
- 2000년 5월 24일 : 부산원음방송 정보통신부로부터 허가
- 2001년 7월 11일 : 부산원음방송 시험방송 시작
- 2001년 8월 30일 : 부산원음방송 개국 (주파수 : 104.9㎒, 호출부호 : HLQJ, 가청 지역: 부산광역시, 울산광역시, 경상남도 마산시, 창원시, 진해시, 통영시, 진주시, 사천시, 양산시, 거제시, 밀양시, 김해시)
- 2010년 7월 1일 : 부산원음방송 마산시, 창원시, 진해시 -> 창원시 통합
- 2012년 4월 26일 : 원음방송 대표홈페이지 주소변경 및 확대 개편 (www.wbsi.kr)
- 2014년 9월 5일 : 원음방송 애플리케이션 오픈
- 2015년 1월 13일 : WBS TV 사업 수위단회 의결
- 2015년 4월 17일 : WBS TV 방송채널사용사업자 등록 (미래창조과학부)
- 2015년 9월 : 새 CI 변경

## 방송 송출 시설망
| 방송국       | 호출부호 | 송신소명      | 주파수     | 공중선전력 | 송신소 위치                       | 방송 구역                                                 |
| ------------ | -------- | ------------- | ---------- | ---------- | --------------------------------- | --------------------------------------------------------- |
| 부산원음방송 | HLQJ-FM  | 황령산 송신소 | FM 104.9㎒ | 3㎾        | 부산 연제구 연산2동 산181-3 (KNN) | 부산광역시 일원, 울산광역시 일부 창원시 일부, 김해시 일부 |

### 라디오 시보 멘트
- 맑고 밝고 훈훈한 부산원음방송이 OO시를 알려드립니다. FM 104.9MHz WBS 부산원음방송입니다. HLQJ

## 방영 프로그램
2020년 3월 2일부터 현재까지는 매일 오후 1시 55분, 오후 3시 55분, 저녁 7시 55분에는 1분간 성인가요 3곡을 짦게 들려주는 《1분 핫송》을 송출하고 있다. 설날, 추석 등 명절 연휴기간에는 《가는 길 오는 길 신청곡을 받습니다》로 대체되어 실시간 음악과 함께 생방송으로 진행된다. 첫째마당부터 여덟째마당까지 아침 7시부터 밤 12시(자정)까지 방송되며 1970년대부터 1990년대까지의 추억의 가요 및 2000년대 이상의 최신가요에 한하여 청취자들의 사연 및 신청곡을 받아서 선곡하고 있다.
- 성지의 아침 (매일)
- 하루를 여는 기도 (매일)
- 라디오 전서 (월요일 ~ 토요일)
- 교산 이성택 교무의 깨달음의 노래 (월요일 ~ 토요일)
- 특별한 아침! 정연아입니다 (월요일 ~ 금요일)
- 노래 하나 추억 둘 (매일)
- 원음의 소리 (월요일 ~ 금요일)
- 독경으로 일심을 (매일)
- 김희원의 기분좋은 12시! (매일)
- 진문진 교무의 가요세상 (월요일 ~ 금요일)
- 행복한 오후_부산 (월요일 ~ 금요일)
- 둥근소리 둥근이야기 (월요일 ~ 금요일)
- 아름다운 인생, 이동은입니다 (매일)
- 일원의 하모니 (월요일 ~ 금요일)
- 저녁심고 (월요일 ~ 금요일)
- 율타원 김혜봉 교무의 경전 강의 (월요일 ~ 금요일)
- 법문이 있는 음악카페 (매일)
- 자정기도 (매일)
- 일요법회 (일요일)
- 군종의 시간 (토요일)
- 心쿵! 2시 (토요일 ~ 일요일)
- 心쿵! 4시 (토요일 ~ 일요일)
- 최진용 박사의 건강상담소  (일요일)
- 교리 공부방 (토요일 ~ 일요일)

## 정규방송시간
- 새벽 5시 ~ 다음날 새벽 5시 (24시간)

## 같이 보기
- 부산불교방송
- 울산불교방송
- 부산가톨릭평화방송
- 부산CBS
- 울산CBS
- KNN
- ubc 울산방송
- 부산MBC
- 울산MBC
- MBC경남 창원방송
- MBC경남 진주방송
- KBS부산방송총국
- KBS울산방송국
- KBS창원방송총국
- KBS진주방송국
- 부산영어방송재단